# Zvi Yavetz
Zvi Yavetz (în ebraică צבי יעבץ; n. 26 aprilie 1925, Cernăuți, România – d. 7 ianuarie 2013, Tel Aviv, Israel) a fost un istoric israelian, profesor de istorie generală la Universitatea din Tel Aviv, care s-a distins prin cercetările sale în domeniul istoriei Romei antice, supraviețuitor al Holocaustului.

## Biografie
Zvi Yavetz s-a născut în anul 1925 în orașul Cernăuți din Regatul României, sub numele de Hary Zucker. La vârsta de cinci ani s-a îmbolnăvit de poliomielită și, în aceeași perioadă, tatăl său s-a sinucis. După declanșarea Războiului Germano-Sovietic în 1941, el a fost deportat în mai multe lagăre din Transnistria, alături de familia sa. Rudele sale, inclusiv mama lui, au fost ucise în Holocaust, dar el a putut fugi din țară în 1944. A mers în Turcia și apoi a fost transferat în Cipru. În cele din urmă, a putut ajunge în Palestina aflată sub mandat britanic, în care s-a creat după scurt timp Statul Israel. Inițial, el a trăit într-un kibuț de pe valea Iordanului. Apoi a plecat la Ierusalim pentru a urma studii universitare de istorie.
În perioada studiilor universitare, Yavetz a lucrat ca profesor pentru copiii surdo-muți. El a obținut un masterat și un doctorat în istorie, limbi clasice și sociologie la Universitatea Ebraică din Ierusalim în 1950 și respectiv 1956. A efectuat apoi studii postdoctorale la Universitatea din Londra și la Universitatea din Lund în 1960.
Yavetz a murit pe 7 ianuarie 2013. A fost înmormântat în cimitirul kibuțului Tel Yitzhak pe 10 ianuarie 2013.

## Cariera academică și literară
După finalizarea doctoratului, Yavetz a fost unul dintre cei care au participat la înființarea Universității din Tel Aviv și este considerat unul dintre fondatorii universității. În 1956 a fost numit șeful catedrei de istorie generală și mai târziu decanul Facultății de științe umaniste din cadrul universității.
În 2008, Yavetz și-a publicat autobiografia intitulată Erinnerungen an Czernowitz. Wo Menschen und Bücher lebten. El a adoptat numele de familie al mamei sale, Yavetz, atunci când a aflat că toți membrii familiei sale au fost uciși în Holocaust.

## Premii
- Premiul Israel pentru științe umaniste (1990)[10]
- Doctor honoris causa al universităților din Beer Sheva, München și Osnabrück

## Scrieri
- Caesar in der öffentlichen Meinung („Caesar. The Limits of a Charisma”). Droste Verlag, Düsseldorf 1979, ISBN 3-7700-0530-9
- Plebs and Princeps. Transaction Books, New Brunswick 1988, ISBN 0-88738-154-5 (Nachdr. d. Ausg. Oxford 1969)
- Slaves and Slavery in Ancient Rome. Neuaufl. Transaction Books, New Brunswick, N. J. 1991, ISBN 0-88738-128-6
- Tiberius and Caligula. Tel Aviv 1995
- Judenfeindschaft in der Antike. die Münchener Vorträge. Beck, München 1997, ISBN 3-406-42022-2
- Tiberius. Der traurige Kaiser. Biographie. dtv, München 2002, ISBN 3-423-30833-8
- Erinnerungen an Czernowitz. Wo Menschen und Bücher lebten. 2. durchgesehene Auflage, C. H. Beck, München 2008, ISBN 978-3-406-55747-7
- Kaiser Augustus. Eine Biographie („Augustus”). Rowohlt, Reinbek 2010, ISBN 978-3-498-07365-7